# Пахомов, Виктор Васильевич
Ви́ктор Васи́льевич Пахо́мов (1898, Нижний Новгород — 14 мая 1960, Москва) — художественный редактор, теоретик оформления книги, преподаватель.
Свой профессиональный путь Пахомов начал в 1920-е гг. с должности выпускающего в газете «Нижегородская коммуна». В те годы оформление печатной продукции в Нижнем Новгороде достигло высокого культурного уровня (во многом, благодаря известному художнику Николаю Ильину и другим сотрудникам типографии «Нижполиграф»), а работы нижегородских оформителей обсуждались в ведущих отраслевых журналах.
С 1930-го по 1936 год Пахомов работал техническим редактором Нижегородского краевого издательства, где оформлял книги в сотрудничестве с выдающимся художником Александром Суриковым. Книги областного издательства печатались в том числе в типографии «Нижполиграф», которая с 1933 года стала просто «Полиграфом». В 1936 году Пахомов получил первую премию ОГИЗа на конкурсе краевых издательств за лучшее оформление и издание десяти книг года (1935-го). В том же 1936 году Пахомов переехал в Москву, где занял должность заведующего художественным отделом «Детиздата».
После войны продолжал работать художественным редактором «Детгиза». Преподавал в Московском полиграфическом институте дисциплину «Композиция и оформление печатной продукции».
Автор двухтомного труда «Книжное искусство», первый том которого посвящен макетированию книги, а второй — ее иллюстрированию.

## Семья
Дочь - Ирина Викторовна, работала страшим редактором в издательстве "Детская литература"

## Книги, оформленные Пахомовым

### В Нижнем Новгороде (Горьком)
- Сигорский А. В. Записки Мишутки Терентьева о Феврале и Октябре / Оформ. А. Сурикова (?), подготовка к печати В. Пахомова. Нижний Новгород: Огиз, Нижег. краев. изд-во, 1931 (тип. Нижполиграф).
- Леонтьев Ю. П. На Дальний Восток: Из дневника начальника эшелона / Оформ. А. Сурикова (?), техред В. Пахомов. Нижний Новгород: Огиз, Нижегор. краев. отд-ние, 1931 (тип. Нижполиграф).
- Муратов А. М. Наше сердце: [Рассказы] / Рис. А. Сурикова, техред В. Пахомов, акцидентный набор А. Колчина. Нижний Новгород: Нижег. краев. изд-во, 1932 (тип. Нижполиграф).
- Антонов Д. Н. Технологический процесс сборки шасси автомобиля АА / Оформ. А. Сурикова (?), техред В. Пахомов. Нижний Новгород: Огиз, Нижег. краев. изд-во, 1932 (тип. Нижполиграф).
- Кочин Н. И. Как вырастает новь: [Деревенские очерки] / Оформ. А. Сурикова, техред В. Пахомов, акцидентный набор А. Колчина. Нижний Новгород: Нижегород. краев. изд-во, 1932 (тип. Нижполиграф).
- Кочин Н. И. Тарабара: [Повесть] / Оформ. А. Сурикова, техред В. Пахомов. Горький: Горьк. краев. изд-во, 1933 (тип. Горьк. полиграф).
- Щепотев В. А. Галя мала на море была: [Стихи для детей младш. возраста] / Нарисовал картинки Саша Суриков, литографировал Иван Субботин, техред В. Пахомов. Горький: Горьк. краев. изд-во, 1933 (тип. Полиграф).
- Ген. Гарич. Жизнь начинается вновь: Рассказ о венгерск. рабочем Майкле Кадарьяне / Оформ. А. Сурикова, техред В. Пахомов. Горький: Горьк. краев. изд-во, 1933 (Вольск: тип. «Кр. печатник»).
- Пильник Б. Е. Стихи / Обл., фронтиспис и титул А. Сурикова, техред. В. Пахомов, акцидентный набор А. Колчина. Горький: Горьк. краев. изд-во, 1933 (тип. Горьк. Полиграф).
- Якубовская М. П. Игрушка Горьковского края / Суперобл. и переплет А. Сурикова, рис. Ю. А. Порфирьева, техред. В. Пахомов. Горький: Горьк. краев. изд-во, 1934 (тип. Полиграф.).
- Короленко В. Г. Записная книжка 1879 / Суперобл., переплет, фронтиспис и тит. л. А. Сурикова, техред В. Пахомов. Горький: Краев. изд-во, 1932 (1933) (тип. Горьк. полиграф.).
- Короленко В. Г. Письма из тюрем и ссылок. 1879—1885 / Переплет А. Г. Репникова, суперобл. А. М. Сурикова, портр. Ю. А. Порфирьева, техред В. В. Пахомов. Горький: Горьк. изд-во, 1935 (тип. Полиграф).
- Поэтический альманах / Суперобл., переплет, тит. л., фронтиспис А. М. Сурикова, техред В. Пахомов. Горький: Горк. краев. изд., 1935 (тип. Горьк. полиграф).
- Стахановцы кожевенных предприятий Горьковского края / Техническая редакция и обложка художника В. В. Пахомова. Горький: Издание Горьковского краевого кожевенного треста, 1935 (тип. Горьк. полиграф)

### В Москве
- Бобров С. Волшебный двурог / Ил.: В. Конашевич. М.: Детгиз, 1949
- Пушкин А. С. Избранные произведения в 3 т. М.: Детгиз, 1949
- Слово о полку Игореве / Ил.: В. А. Фаворский и М. И. Пиков. М.; Л.: Детгиз, 1952
- Гоголь Н. В. Мертвые души / Рис. А. Лаптева, макет В. Пахомова, оформ. М. Большакова. М.: Детгиз, 1953
- Маршак С. Я. Сказки. Песни. Загадки / Рис. А. Ермолаева, В. Лебедева и др, оформ. В. Лебедева. М.: Детгиз, 1953
- Лопатин П. Москва / Ил. П. Рябова, М. С. Чураковой, М. Гетманского, оформ. Н. Шишловского и Д. Митрохина, макет В. Пахомова. М.: Детгиз, 1954
- Толстой Л. Кавказский пленник / Рис. М. Родионова, макет В. Пахомова, оформ. И. И. Фоминой. М.; Л.: Детгиз, 1955
- Первые тома «Библиотеки приключений» (1955—1959)
- Майн Рид. Собрание сочинений в 6 т. / оформ. С. М. Пожарского, рис. П. Луганского, И. Ильинского, И. Кускова, Г. Никольского, Н. Кочергина, В. Доброклонского. М.: Детгиз, 1956—1958
- Пушкин А. С. Борис Годунов / Грав. и оформ. В. Фаворского, макет В. Фаворского и В. Пахомова. М.: Детгиз, 1956
- Сказки Бирмы / Рис. В. Стацинского. М.: Детгиз, 1958
- Катаев В. Цветик-семицветик / Рис. В. Лосина. М.: Детгиз, 1960
- Русские народные сказки / Рис. Е. Рачёва. М.: Детгиз, 1960

## Книги, написанные Пахомовым
- Главы «Книжные иллюстрации», «Композиция внутренних элементов книги», «Издания для детей», «Методика художественного редактирования» в коллективном труде «Основы оформления советской книги» (М.: Искусство, 1956).
- Пахомов В. В. Книжное искусство: Замысел оформления. Иллюстрации. В 2 т. М.: Искусство, 1961—1962.
  - Глава «Работа над макетом» из «Книжного искусства» в сокращенном виде вошла в коллективный труд «Художественное конструирование и оформление книги» (Пахомов В. В. Макет издания // Адамов Е. Б., Быкова В. Я., Бельчиков И. Ф. и др. Художественное конструирование и оформление книги. М.: Книга, 1971. С. 190—204).